# Don’t Stop the Music (Yarbrough-and-Peoples-Lied)
Don’t Stop the Music ist ein Lied von Yarbrough and Peoples aus dem Jahr 1980, das von Cavin Leon Yarbrough, Alisa Delois Peoples und Jonah Ellis geschrieben wurde. Es erschien auf dem Album The Two of Us.

## Geschichte
Vor der Veröffentlichung der Single wurde das Lied in den Diskotheken der Ostküste in den Vereinigten Staaten promotet. Dies übernahm damals Russell Simmons, dessen Karriere durch den Song begründet wurde. Er war vor der Gründung seines Labels Def Jam Recordings DJ in den New Yorker Clubs. Später spielten dann mehrere Clubs den Song. Die Veröffentlichung war am 31. Oktober 1980, das Lied entspricht den Musikrichtungen Post-Disco und Contemporary R&B.

## Musikvideo
Im Musikvideo spielen Yarbrough and Peoples mit Begleitmusikern das Lied live auf einer Bühne. Dabei werden sie von Puppenspielern begleitet, deren Handpuppen bei den Zeilen „You don’t really wanna stop? No!“ in Erscheinung treten. Bei den Handpuppen handelt es sich um ein Schwein, einen Clown, einen Affen und ein Krokodil.

## Rezeption

### Charts und Chartplatzierungen
| ChartsChartplatzierungen       | Höchstplatzierung | Wochen |
| ------------------------------ | ----------------- | ------ |
| Österreich (Ö3)                | 15 (4 Wo.)        | 4      |
| Vereinigtes Königreich (OCC)   | 7 (12 Wo.)        | 12     |
| Vereinigte Staaten (Billboard) | 19 (16 Wo.)       | 16     |

### Auszeichnungen für Musikverkäufe
| Land/Region                  | Auszeichnungen für Musikverkäufe (Land/Region, Auszeichnung, Verkäufe) | Verkäufe  |
| ---------------------------- | ---------------------------------------------------------------------- | --------- |
| Vereinigte Staaten (RIAA)    | Gold                                                                   | 1.000.000 |
| Vereinigtes Königreich (BPI) | Silber                                                                 | 250.000   |
| Insgesamt                    | 1× Silber · 1× Gold ·                                                  | 1.250.000 |

## Coverversionen
- 1986: Sly & Robbie
- 1987: MC Miker G & Deejay Sven (Don’t Let the Music Stop)
- 1998: Common feat. Erykah Badu (All Night Long)
- 2002: Eve feat. Alicia Keys (Gangsta Lovin')
- 2007: Keyshia Cole feat. Missy Elliott & Lil’ Kim (Let It Go)
- 2015: Beyoncé (Crazy in Love (Rockwilder Remix))